# Gare de Dolisie
La gare de Dolisie est une gare ferroviaire congolaise de la ligne de Pointe-Noire à Brazzaville du Chemin de fer Congo-Océan inauguré par le gouverneur général Victor Augagneur le 23 mai 1934.